# Clifford Graham
Clifford John "Cliff" Graham (Toronto, 18 de març de 1900 - Toronto, 24 de maig de 1986) va ser un boxejador canadenc que va competir en els anys posteriors a la Primera Guerra Mundial.
El 1920 va prendre part en els Jocs Olímpics d'Anvers, on guanyà la medalla de plata de la categoria del pes gall, del programa de boxa. Graham va perdre la final contra Clarence Walker.
Quatre anys més tard, als Jocs de París, va queda eliminat en segona ronda en la categoria del pes lleuger, del programa de boxa.
El 1919 i 1920 fou campió nacional del pes gall. Entre 1925 i 1930 lluità com a professional, amb un balanç de 21 victòries i 9 derrotes.